# Майоров, Леонид Сергеевич
 Майоров, Леонид Сергеевич  (22 июля 1941, Георгиевск, Ставропольский край, РСФСР, СССР — 5 августа 2019) — советский и российский военачальник и государственный деятель. Генерал-полковник (1992), Действительный государственный советник Российской Федерации 1 класса (1996).

## Биография
Сын военнослужащего, будущего генерал-полковника А. М. Ямщикова.
В 1961 г. окончил Челябинское военно-автомобильное училище. В 1972 г. с отличием окончил автомобильный факультет Военной академии тыла и транспорта. В 1986 г. с золотой медалью окончил Военную академию Генерального штаба Вооружённых Сил имени К. Е. Ворошилова.
Командир взвода 23-го понтонно-мостового полка (1961—1964), заместитель начальника гаража штаба Одесского военного округа (1964—1967), командир учебного автомобильного батальона (1972—1973), начальник штаба (1973—1976) и командир (1976—1978) мотострелкового полка, начальник штаба (1978—1979) и командир (1979—1980) 180-й мотострелковой Киевской дивизии, командир (1980—1984) 59-й гвардейской мотострелковой Краматорской дивизии Одесского военного округа, начальник штаба (1986—1988) и командующий (1988—1990) 39-й общевойсковой армией ЗабВО (группа советских войск в Монголии), командующий 22-й гвардейской армией (1990—1991), начальник штаба Приволжско-Уральского военного округа (1991—1992), командующий Северо-Западной группой войск (1992—1994), помощник председателя Государственной думы Федерального собрания РФ (1994—1995), первый заместитель начальника Штаба по координации военного сотрудничества государств-участников СНГ (1995—1996), заместитель секретаря Совета безопасности РФ (1996—1998), заместитель главы города Георгиевска (1999—2002), с 2002 года — директор общественной организации «Центр социальной адаптации военнослужащих „Россия-НАТО“».
Генерал-майор (1981), генерал-лейтенант (30 ноября 1989), генерал-полковник (1992), Действительный государственный советник Российской Федерации 1 класса (1996).
Скончался 5 августа 2019 года. Похоронен на Федеральном военном мемориальном кладбище.